# Amos Crawley
Amos Crawley (2 de marzo de 1981; Ontario) es un actor canadiense. Es conocido por participar en numerosas películas y series de televisión de canadienses y estadounidenses, que incluyen: The Virgin Suicides (1999), Billy Madison (1995) y Night of the Twisters (1996).